# Minna Canthin katu (Helsinki)
Pour les articles homonymes, voir Minna Canthin katu.
La rue Minna Canth (finnois : Minna Canthin katu) est une rue du quartier de Taka-Töölö à Helsinki en Finlande.

## Description
La rue porte le nom de l'écrivain Minna Canth.
Longue de 350 mètres et large d'une dizaine de mètres de large, y compris les trottoirs.
Dans l'espace délimité par les rues Minna Canthin katu, Linnankoskenkatu et Nordenskiöldinkatu se trouvent le parc Linnankoskenpuisto et le Centre scientifique et culturel russe (fi).
Entre les rues Mikael Lybeckin katu et Tavaststjernankatu, le parc de l'écrivain s'étend de la rue Minna Canthin katu à Valhallankatu, puis le même parc s'étend  jusqu'au château des enfants sous le nom de parc Arvo Ylppö.
Au même endroit, de l'autre côté de la rue Minna Canthin katu, se trouve le siège de l'assurance retraite.

## Rues croisées du Sud au nord
- Linnankoskenkatu
- Ruusankatu
- Nordenskiöldinkatu
- Mikael Lybeckin katu
- Tavaststjernankatu
- Messeniuksenkatu
- Päivärinnankatu

## Transports en commun
La rue Minna Canthin katu est desservie par 
- Bus: 20, 200, 30, 332, 345N, 431N, 500, 510, 63
- Trains : I, L
- Métro: M1